# Protoradulum ceraceovitreum
Protoradulum ceraceovitreum är en svampart som beskrevs av Rick 1933. Protoradulum ceraceovitreum ingår i släktet Protoradulum, ordningen Auriculariales, klassen Agaricomycetes, divisionen basidiesvampar och riket svampar.   Inga underarter finns listade i Catalogue of Life.